# Traforo (motivo decorativo)

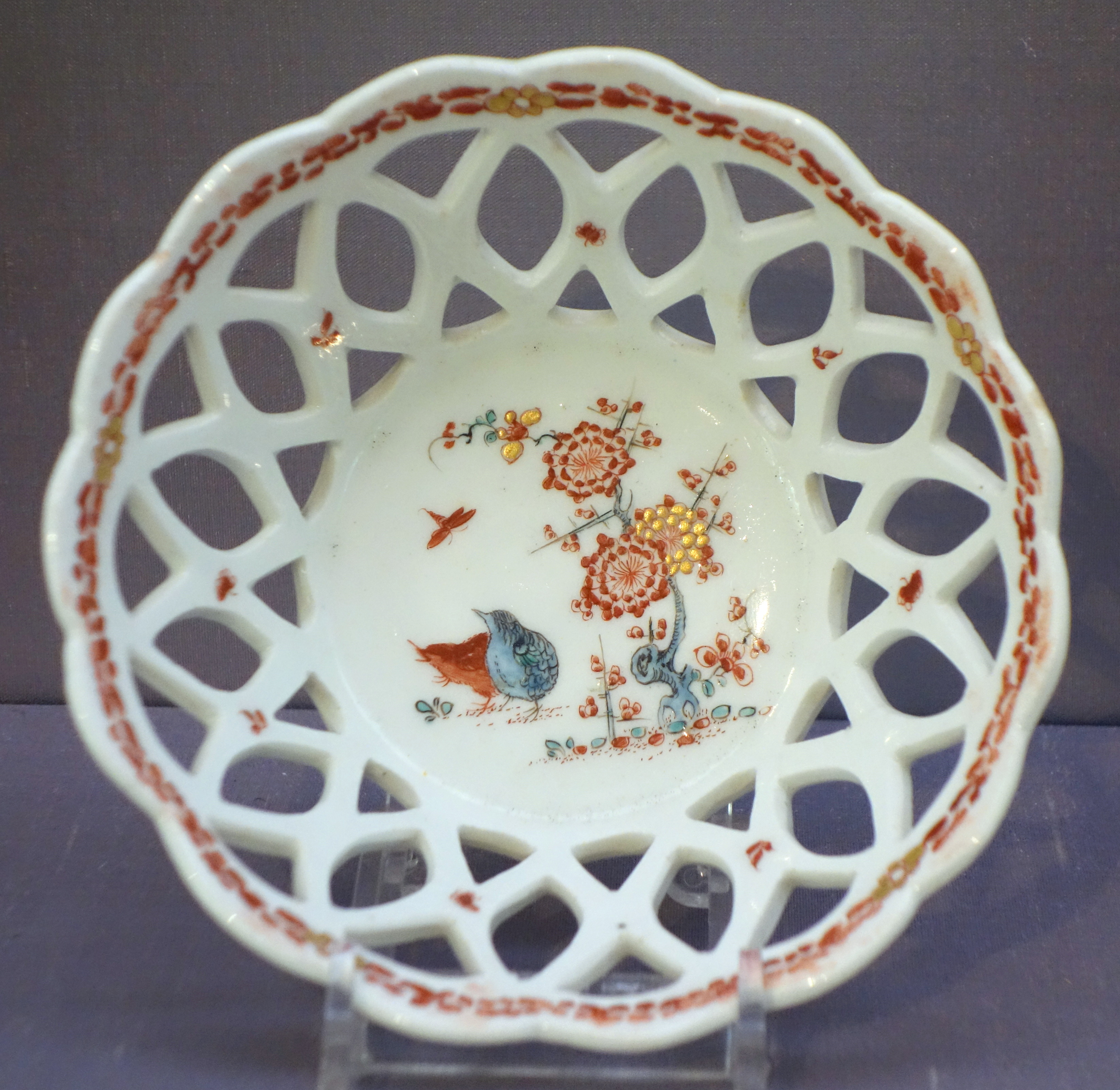
Ceramica traforata collocata nel California Palace of the Legion of Honor

Il traforo indica un procedimento attraverso il quale si applicano dei fori, secondo un disegno prestabilito, su una qualsiasi superficie in metallo, legno, ceramica, pietra, stoffa, avorio o altri materiali. La tecnica del traforo può essere applicata, a seconda dei casi, tramite lo stampaggio a colata, l'intaglio o altri metodi, viene adottata in molte culture del mondo e trova applicazione nella scultura, nell'architettura, nell'artigianato e nella moda.

## Nell'architettura

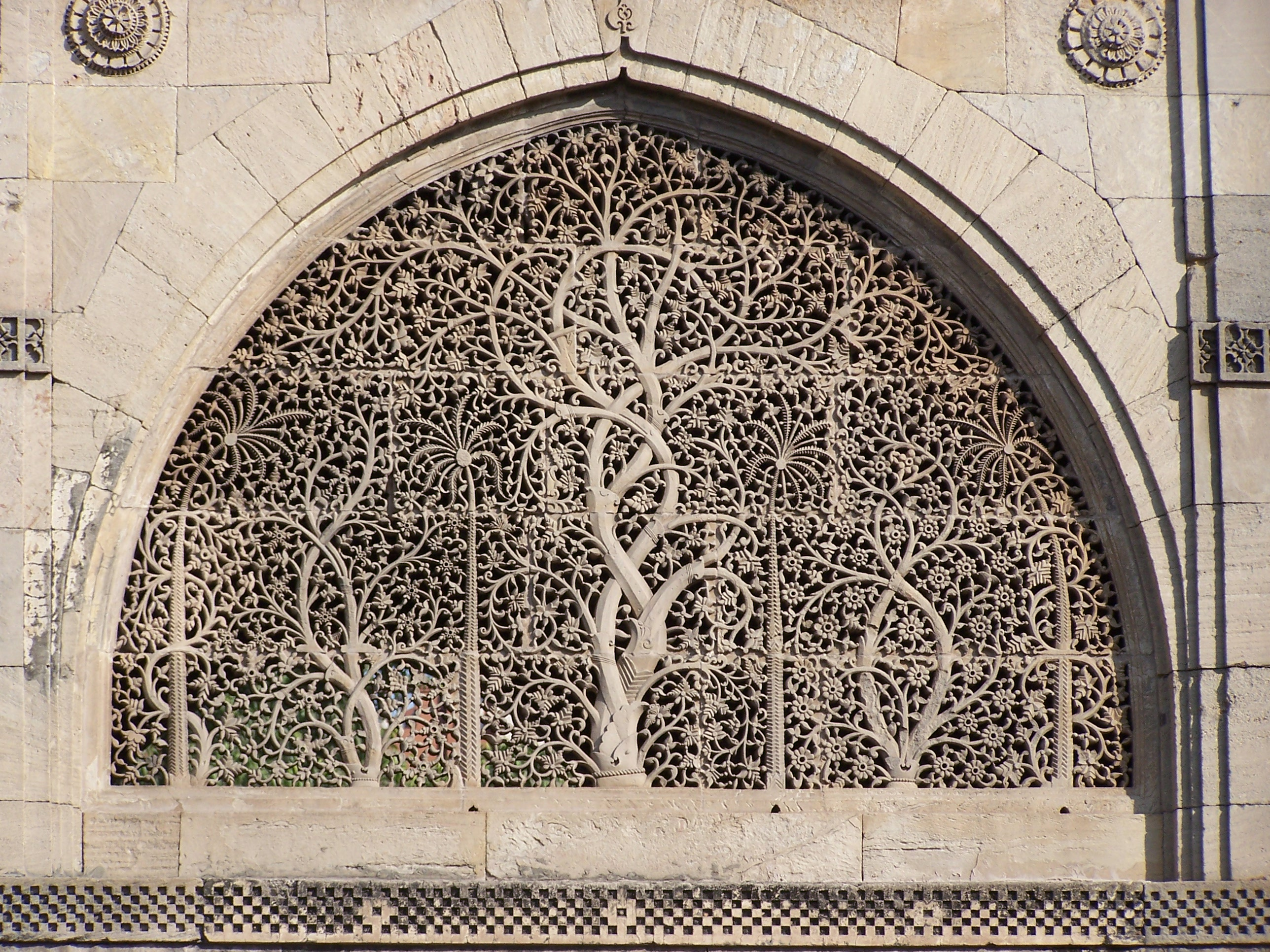
Jali della moschea di Sidi Saiyyed

La tecnica del traforo ha trovato molta fortuna nelle balaustre, nei parapetti e in altri tipi di usci. I trafori sono diffusi nelle architetture dell'Islam e indo-islamiche, in cui sono ricorrenti i jali in hindī जाली, jālī  e le musciarabìe (in arabo مشربية‎?), così come nell'architettura gotica, dove ritroviamo invece delle guglie e pareti traforate. In campo ingegneristico vi sono anche svariate strutture costruite a griglia per aumentare la loro resistenza al vento.

## Nell'artigianato

### Nella ceramica
Per creare un'opera in ceramica con motivi traforati si può procedere applicando dei fori a un'opera ceramica prima della cottura o utilizzando strisce di argilla da sovrapporre le une sulle altre in modo da formare dei reticoli. Per molti secoli, le ceramiche decorate con trafori sono state distintive dell'Asia orientale. Lo conferma la ceramica della Corea, Paese particolarmente legato alla tecnica sin dall'inizio della sua storia, così come la Cina, ove, sin da prima della dinastia Shang (1675 a.C. - ca. 1046 a.C.), venivano creati degli oggetti piatti in argilla traforati facendo colare dell'argilla in appositi stampi. Prima del XVIII secolo le ceramiche traforate erano invece relativamente poco presenti sul suolo europeo. Tra gli esempi di questo tipo che si possono citare vi sono certi oggetti con trafori di epoca classica e del rococò.

### Nella gioielleria

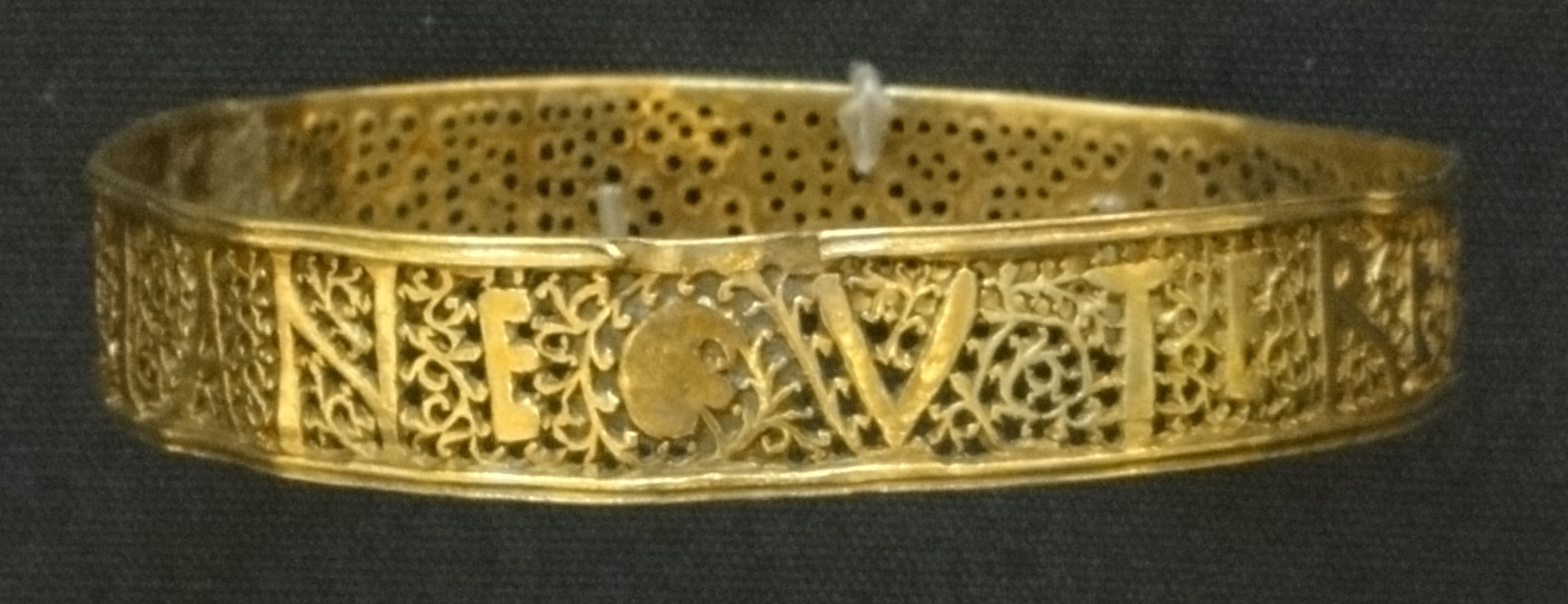
Braccialetto in oro situato nel British Museum

Molte opere di gioielleria vengono traforate per risparmiare sui costi dei materiali con cui vengono realizzate e rendere più leggera la manodopera. Un tipico esempio di gioiello con decori traforati è l'opus interrasile di epoca romana e bizantina creato perforando sottili strisce d'oro con punzoni. In altri casi, la manodopera viene creata tramite stampaggio o modellando fili in metallo. Anche i nomadi Sciti realizzavano molti manufatti colmi di fori affinché diventassero più leggeri e quindi più semplici da trasportare nel corso delle loro migrazioni.

### Nella vetreria
Le coppe diatrete romane sono contenitori artistici che presentano motivi a traforo.

## Altro
I merletti come ad esempio il sangallo, sono esempi di tessuti traforati.
Il lemma sukashibori (透彫(すかしぼり?) (traducibile in "lavoro trasparente") indica una serie di tecniche traforate molto popolari in Giappone e che trovano applicazione tanto nell'artigianato quanto nell'architettura.